# Кирейский заказник
Кирейский природный заказник — государственный природный заказник в Тулунском районе Иркутской области.

## История создания
Заказник был открыт 21 апреля 1986 года по решению облисполкома Иркутской области. Статус постоянно действующего получил в 2007 году, а его границы и профиль были определены в 2012 году.

## Описание
Площадь заказника составляет 29 524,8 га. Расположен юго-восточнее рек Кирей и Кирейская Тагна. Также по территории заказника протекают реки Зима, Чёрная Тагна, Белая Тагна и некоторые другие крупные водотоки.
Значительная территория заказника Кирейского занята низинно-осоковыми и переходно-сфагновыми открытыми болотами. Присутствуют болотные острова — рёлки, покрытые лесом, как правило, состоящим из светлохвойных пород (сосна и лиственница), присутствуют также осина и берёза. Имеются крупные участки тайги, состоящей из таких деревьев, как ель, сосна, кедр, лиственница. Встречаются берёзовые и рябиновые заросли.
В геологическом плане заказник разделён на две части: равнинную, расположенную в пределах Сибирской платформы на Иркутско-Черемховской равнине, и горную, меньшую по размерам, расположенную в предгорьях Восточного Саяна.
Основные почвообразующие породы равнинной части — глины и суглинки, имеющие большую мощность. Преобладающие почвы в предгорной части заказника — горно-лесные подзолистые, торфяно-перегнойные мерзлотно-болтные и бурые грубогумусовые.
Климат территории резко континентальный с тёплым, но коротким летом (средняя температура июля 15,1—17,8 °C), наименьших значений она достигает в горной части Восточного Саяна, холодной и долгой зимой (средняя температура января −20,5…-23,6 °C). Среднегодовая температура колеблется в пределах от −1,4 до −3,5 °C. Безморозный период в разные годы составляет 73—119 дней и длится с начала июня по начало сентября. Среднегодовое количество осадков — 400—800 мм, оно связано с абсолютной и относительной высотой. 79—83 % осадков выпадает в тёплый период. В июле — августе сильные дожди нередко могут стать причиной катастрофических паводков. Во второй половине апреля — первой декаде мая происходит вскрытие рек и половодье. Мощность снежного покрова в зимний период колеблется от 20—40 см в центральной части заказника до 70—100 см в горах. На территории заказника присутствуют острова и линзы вечной мерзлоты, их мощность достигает до 15 метров. На равнинной части участки вечной мерзлоты приурочены к днищам падей и распадков, заболоченным участкам долин, северным склонам гор и холмов. По мере приближения к Восточному Саяну участки вечной мерзлоты увеличиваются в размерах, возрастает их количество, они начинают встречаться практически повсеместно.
Целью создания заказника было сохранение и восстановление численности диких животных и ареалов их обитания. Позже к целям существования заказника было добавлено поддержание целостности природных комплексов, защита редких и исчезающих видов.

## Флора и фауна
На болотных участках заказника произрастают различные осоки, сфагновые мхи.
Рёлки (болотные острова) покрыты светлохвойными породами (сосна и лиственница) с примесью осины и берёзы. Основу таёжных лесов составляют ель, сосна, кедр и лиственница. Встречаются берёзовые и рябиновые заросли. Произрастают такие растения, как башмачок, калипсо, ятрышник.
Орнитофауна представлена такими видами птиц, как: серый журавль, орлан-белохвост и др.
Из млекопитающих обитают белка, заяц, соболь, бурундук, горностай, ласка, лиса и др.
В реках встречаются карась, окунь, щука, елец, плотва и др.